# Kalvola
Kalvola is een voormalige gemeente in de Finse provincie Zuid-Finland en in de Finse regio Kanta-Häme. In 2009 werd deze evenals Hauho, Lammi, Renko en Tuulos bij de stad Hämeenlinna gevoegd. 
De gemeente had een oppervlakte van 300 km² en telde 3528 inwoners in 2007.